# Viscum vohimavoense
Viscum vohimavoense är en sandelträdsväxtart som beskrevs av Simone Balle. Viscum vohimavoense ingår i släktet mistlar, och familjen sandelträdsväxter. Utöver nominatformen finns också underarten V. v. complanatum.